# Sialis japonica
Sialis japonica là một loài côn trùng trong họ Sialidae thuộc bộ Megaloptera. Loài này được van der Weele miêu tả năm 1909.